# Reseda virgata
Reseda virgata är en resedaväxtart som beskrevs av Pierre Edmond Boissier och Reuter. Reseda virgata ingår i släktet resedor, och familjen resedaväxter. Inga underarter finns listade i Catalogue of Life.